# Clematis polygama
Clematis polygama là một loài thực vật có hoa trong họ Mao lương. Loài này được Jacq. mô tả khoa học đầu tiên năm 1760.